# Hans Bernhard von Eptingen
Hans Bernhard von Eptingen (* 1432, vermutlich in Pratteln bei Basel; † 6. Dezember 1484, vermutlich ebenda) stammte aus dem alemannischen Adelsgeschlecht von Eptingen. Er und sein Bruder Ludwig († 1500) sind die Söhne von Rudolf von Eptingen († vor 1447).

## Leben
1460 unternahm er im Gefolge des Pfalzgrafen Otto II. von Pfalz-Mosbach eine Pilgerfahrt ins Heilige Land, zu der die Reisegesellschaft am 10. Mai von Venedig aus in See stach und dort am 12. September wieder einlief. Er wurde in der Nacht vom 3. auf den 4. Juli 1460 in der Grabeskirche zum Ritter vom Heiligen Grab geschlagen. Nach seiner Rückkehr in die Heimat am 1. Oktober ließ er in Pratteln im Gedenken daran eine Kapelle erbauen.
1464 gelangte der ganze Pratteler Besitz (Wasserschloss) der Familie an Hans Bernhard von Eptingen.
Aus dem von ihm 1466 gestifteten Bruderhaus des Benediktinerordens auf der Burg Neu-Schauenburg wird später ein Schwesternhaus der Beginen.
1468 wurde Pratteln zerstört. Hans von Eptingen wurde 1468 Bürger Basels und ritterliches Ratsmitglied. Er versuchte in den Jahren 1470 bis 1476 das Schloss wieder aufzubauen. Am 4. September 1476 erhielt er durch den deutschen Kaiser Friedrich III. das Privileg einer immerwährenden Steuerfreiheit und das Recht, jährlich vom 1. bis 3. Oktober einen Markt in Pratteln abzuhalten und zu diesem Zweck eine Fähre über den Rhein zu errichten.
Er ist Autor des wichtigen Reiseberichtes „Reise nach Palästina im Jahr 1460“.
Zusammen mit seinem Bruder Ludwig schrieb er die „Chronik der Familie von Eptingen“ (Eptingisches Stammbuch).